# Neohermes
Neohermes là một chi trong họ Corydalidae. Có khoảng 5 loài được mô tả trong Neohermes.

## Các loài
- Neohermes angusticollis (Hagen, 1861)
- Neohermes californicus (Walker, 1853)
- Neohermes concolor (Davis, 1903)
- Neohermes filicornis (Banks, 1903)
- Neohermes matheri Flint, 1965